# Naaktzoolwezel
De naaktzoolwezel (Mustela nudipes)  is een zoogdier uit de familie van de marterachtigen (Mustelidae). De wetenschappelijke naam van de soort werd voor het eerst geldig gepubliceerd door Desmarest in 1822.

## Voorkomen
De soort komt voor in Brunei, Thailand, Maleisië en Indonesië.